# 塞耶縣 (內布拉斯加州)
塞耶县（英語：Thayer County）是美國內布拉斯加州南部的一個縣，南界堪薩斯州。面積1,490平方公里。根據美國2000年人口普查，共有人口6,055人。縣治希伯崙（Hebron）。
成立於1856年1月26日 （原名Jefferson縣，1867年撤縣，1871年1月26日重建並改名），縣政府成立於1871年12月30日。縣名紀念聯邦參議員、懷俄明準州州長、內布拉斯加州州長約翰·M·塞耶（John Milton Thayer）。